# Panormos (Kreta)
Panormo of Panormo Rethymnou (Grieks: Πάνορμο of Πάνορμο Ρεθύμνου) is een klein dorp in de deelgemeente (dimotiki enotita) Geropotamos van de fusiegemeente (dimos) Mylopotamos, in de Griekse bestuurlijke regio (periferia) Kreta.
Het dorp ligt aan de noordkant van het eiland, tussen de steden Rethimnon en Iraklion in, en telt 992 inwoners.
De omgeving van Panormo is rustiek, zeker in vergelijking met diverse toeristische plaatsen van het eiland, want het dorp ligt in landbouwgebied. Ongeveer 25 kilometer landinwaarts ligt de archeologische plaats Eleftherna. Oostelijk van de haven ligt een klein strand. In het dorp is diverse accommodatie voor toeristen.
De naam Panormo is Grieks voor volledige haven. Panormo is ook een voormalige naam van de Italiaanse stad Palermo; de huidige naam is ervan afgeleid.

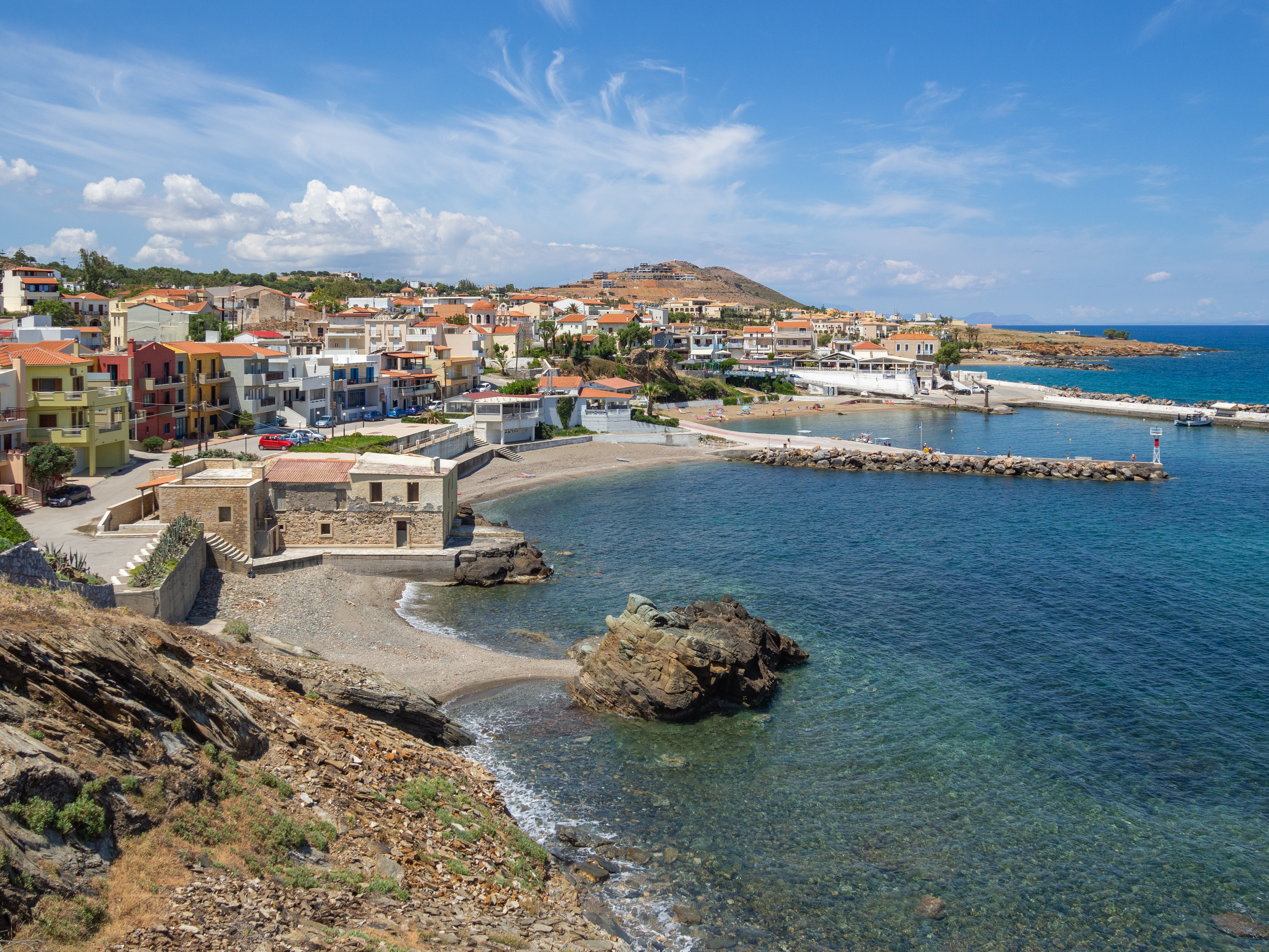
Gezicht op Panormos